# Абиола Дауда
Абиола Дауда (Лагос, 3. фебруар 1988) нигеријски је фудбалер, који игра на позицији нападача.

## Каријера

### Рана каријера
Дауда је откривен у 18 години од стране агента Виктора Макдоналда. Пре тога је играо само улични фудбал и у локалној аматерској лиги са клубом Grassroot Highlanders. Макдоналд му је помогао да потпише уговор са четрвтолигашем из Шведске Солверсборгом. Ту је пружао добре партије и био је проглашен најбољим нападачем своје дивизије 2007. године, што је навело неколико клубова из Прве Шведске лиге да се заинтересује за њега.

### Калмар
2008. године одлучио је да потпише за екипу Калмара. Током играња за овај клуб ретко је добијао шансу да игра свих 90 минута, али је ипак у 2012. пружао сјајне партије постигавши 14 голова. Након што се сезона завршила објавио је да нашушта клуб у жељи за новим изазовом.

### Црвена звезда
8. фебруара 2013, последњег дана прелазног рока у Србији, потписао је уговор са Црвеном звездом. На утакмици са Хајдуком, одиграној 3. априла, постигао је два гола и наместио један Дарку Лазовићу, у победи свог тима од 3:0. У првој сезони у дресу Црвене звезде одиграо је 11 лигашких утакмица, на којима је постигао 4 гола.